# Uina
Uina（ユイナ、1992年〈平成4年〉8月12日 - ）は、日本のシンガーソングライター、音楽プロデューサー、ボイストレーナー、ラジオパーソナリティ、実業家。株式会社オトムスビの代表取締役。本名は小川 結奈（おがわ ゆいな）。山口県周南市出身。血液型はO型。身長154cm。

## 経歴

### レーベル所属前
山口県周南市（旧:山口県徳山市）に生まれる。
幼少期にはピアノ講師でもある叔母からピアノを習っており、物心つく前から音楽に触れ合っていた。
中学生の時に歌手になりたいと思い、ノートに歌詞を書き留め、ピアノで作曲をして自身で歌うようになった。作詞を始めたころのノートは今なお大切に保管している。
ピアノの弾き語りスタイルで地元のライブハウスで演奏するうちに東京で歌手になる思いが強くなり20歳の時に上京。
ライブハウス等でオリジナル曲をピアノの弾き語りで披露した。
同じ頃、中学生時代の音楽仲間である同級生、久村尚弘（くむらなおひろ）と互いの共通の知人が開催するイベントで再会し、2015年から2人での音楽活動を開始した。
当初はUinaのピアノ弾き語りに久村がアコースティック・ギターの伴奏を加えたライブ活動が主であったが、徐々に楽曲制作も共に行うようになり、2016年8月には1stミニアルバム「No.」を全国リリースした。2017年4月には山口県岩国市の酒造メーカーである旭酒造の日本酒「獺祭」をテーマにしたシングル「カワウソの蔵」をリリースした。

### レーベル所属から現在
2017年
- 8月、オフィシャルホームページ開設。
- 11月4日、東京都浅草 アミューズミュージアムにて同郷のイラストレーターである北野彩とのコラボイベント「花に唄えば」を開催。14日、神奈川県横浜赤レンガ倉庫にてポルシェオーナーが集うイベント「EXCITING PORSCHE MEETING X」に出演。22日、Diamond Recordsより2ndミニアルバム「A NEW ME」をリリース。アルバムのプロデュースはバンドDEENの池森秀一を迎えた。
- 12月3日、東京都福生市にあるギター工房アナグマの主催イベント「Rockon The Chicken vol.4」に出演。同じくイベントに出演していたギタリストの坂井崇人（さかいたかひと）と意気投合し、現在までライブや音源制作でサポートを受けることとなる。17日、日東京都下北沢Blue Moonにて2ndアルバムの発売記念ライブ「A NEW ME レコ発&2017年もぶち感謝祭」を敢行。

2018年
- 4月7日、山口県美祢市の第31回みね桜まつり 「わっしょい桜」に出演。同じくイベントに出演していた和楽器ユニット「AUN J-CLASSIC ORCHESTRA」と共演。
- 8月5日、山口県周南市「KEYSTONE」にて単独ライブ「HomeTown - 6年目の正直」を敢行。上京後の山口県での単独ライブは本ライブが初である。

2019年
- 1月17日、東京都中目黒「楽屋」にて同レーベルのシンガーRaykayとのコラボイベント「NEW WAY NEW ONE」を敢行。
- 4月6日・7日、名古屋・大阪にてライブツアー「お待たせしました。」を敢行。
- 5月4日、東京都にてパーソナルジム「SHiDA FiTNESS」とのコラボイベント「生演奏でWORK OUT」を開催。参加者のトレーニングのBGM演奏を生演奏した。
- 6月30日、山口県周南市にて日本酒の「獺祭」と地元居酒屋のコラボイベント「獺祭 × Uina × 九州居酒屋 克 presents カワウソの会 2019」を開催。

2020年
- 6月3日、母校である山口県桜ケ丘高等学校へ向けたエールソング「この向かい風に負けるな」を発表。新型コロナウイルス感染症が蔓延する中、母校を勇気づける為に楽曲を制作した。
- 10月23日、大阪「株式会社ヒラオカ石油」の企業ソングを制作。[1]

石油燃料を運搬するドライバーの事故ゼロをテーマに楽曲とMVを制作した。本人ブログでは以下のように想いを綴っている（2020年10月23日のブログより）。
『ドライバーの皆さんの事故をゼロにしたい、そんな想いからこの楽曲は生まれました。
「いってらっしゃい」の言葉を胸に出庫していくドライバーの皆さんと、無事にドライバーさんの帰りを願う従業員の皆さんの関係性は、まるで「家族」を想う心とよく似ており、そんな大切な「家族」に寄り添う言葉をストレートに歌詞にさせていただきました。』
2021年
- 5月13日、新型コロナウイルス感染症の影響を受け、「新たな生活様式」として2020年7月1日に山口県周南市にオープンした周南料飲組合加盟店が作るお弁当販売店『周南駅近弁』のテーマソング「幕の内」を制作。山口県の方言を交えた歌詞になっており周南駅近弁の販売店舗で楽曲が流れた。
- 5月24日-30日、山口県のテレビ局「シティーケーブル周南」の『TAKEOUTの達人 SHUNANお家コンシェルジュ』にて『周南駅近弁』の紹介に加えてテーマソングの「幕の内」も紹介された。
- 7月27日、配信限定シングル「CHANGE」をリリース。山口県内を中心に専修学校等を展開する学校法人グループYICグループが展開する「学校法人YIC学院」のCMソングとして制作した。2021年8月まで山口県全域で放送された。楽曲に対する思いとしてブログで以下の通り綴っている。

コロナ禍が続き不安な世の中で踏み出すことが怖く、挫けそうにもなる。頑張ったって努力したって報われないことも山ほどある。
だけど輝くことや変化を恐れず、チャレンジしてみてほしいんです。自分だけの自分らしい答えがきっと、必ず見つかるから。
- 10月10日、ドローンスクールの運営などマルチコプター事業を手掛ける神奈川県の「株式会社グローバル・ウノ」の事業ソング「WE CAN GO」を制作。

2022年
- 5月7日、山口県山口市の山口きらら博記念公園にて「第3回 泡a-so-bi」のオープニングアクトを務める。[2]
- 10月9日、山口県湯田温泉にて山口県の酒蔵が一同に会する「第9回湯田温泉酒まつり」に出演。

2023年
- 3月30日、神奈川県の「キース能見台」にて新潟県糸魚川市の酒蔵「猪又酒造」とのコラボイベントを開催。
- 9月10日、東京都の「ピアノカフェ・ベヒシュタイン」にて猪又酒造の日本酒「サビ猫ロック」の発売記念イベントに出演。
- 12月22日、EP「Drive in Theater」を音楽配信にてリリース。ジャケットイラストは同郷の漫画家、池田るきが手がけた。

2024年
- 4月6日、埼玉県朝霞市のコミュニティFM「ナナコライブリーFM」でMCを務める番組「日本酒シンガーUinaの呑み口粋酔 歌もスイスイ」がスタート。[3]

- 4月23日、株式会社オトムスビを設立。代表取締役に就任。

- アーティストネームを決める際に占い師に相談したところ、「Uina」が4文字で縁起がよく、「a」の文字が右肩肩上がりになるため「Uina」の表記となった。
- 初めてUina会った人物は名前を見て「ウイナ」と読み間違えられることがしばしばある。
- しっかりした性格である為周囲から頼られる事が多い。
- 頼られる性格や落ち着いた話し方からスナックを開いてはどうかと周囲からよく提案される。
- もしもスナックを開いたら店名は「おがちゃん」にしたいと本人も語っている。
- 上京してからもライブMCやプライベートにおいて山口県の方言で会話する。
- 「Buchi」や「幕の内」など歌詞に山口弁を盛り込むことも多い。
- 好物は寿司、えび、貝類全般。
- ダルトンやリセノのなどのインテリアショップでよく買い物をする。
- 愛称は、結奈、結奈さん、おがちゃん、ゆいぴー。
- 自身の音楽活動に加えて他アーティストのプロデユースやウェディングソングの制作や企業への楽曲提供も行っている。
- 企業への楽曲提供については「Uina Sound On Demand」という事業名で制作を行なっている。
- 近年ではボイストレーナーとしても活動している。

## 音楽性
作詞・作曲を手掛ける。編曲に関しては久村がメインで行なっている。山口県での活動期間や上京後すぐはピアノの弾き語りでライブをしていたが、「No.」リリース以降のライブではUinaはボーカルに専念しており、久村がアコースティック・ギターを演奏。ピアノ・ギターなど、サポートメンバーを迎えた少人数の演奏スタイルがメインとなっている。

## 日本酒との関わり

### 獺祭との出会い
人生で初めて飲んだ日本酒の「獺祭」に魅了されたことをきっかけに「カワウソの蔵」を制作した。
出来上がった楽曲を獺祭の酒造である旭酒造へ、獺祭への思いを綴ったメッセージと共に送ったところ、当時の社長（現会長）より感謝のメッセージが返ってきた。
この楽曲制作がきっかけとなりUinaのライブイベントのドリンクメニューに獺祭がラインナップされることが頻繁にあり、旭酒造のイベントにUinaが参加するなど交流が続いている。
「カワウソの蔵」のCDジャケットのタイトル文字は獺祭のラベルの文字を揮毫している書道家の山本一遊によるもの。
山本一遊はUinaの母校である山口県桜ケ丘高等高校の書道の講師も務めていたことで当時の校長の紹介によりジャケットの文字の揮毫をお願いしたところ快諾された。

### サビ猫ロックとの出会い
猪又酒造とはイベントでの出会いをきっかけに「サビ猫ロック」のテーマソングを制作することとなった。配信限定の楽曲で、2023年8月8日（世界猫の日）に発売された「サビ猫ロック黒サビPHASE2」、「サビ猫ロック銀サビPHASE2」、「サビ猫ロック赤サビPHASE2」、の3本のラベル裏のQRコードから楽曲をダウンロードする事ができる仕様となっている。現在ではApple Music等のストリーミングサービスでも楽曲を聴くことができる。
楽曲は軽快なポップロック調で、酒造の5代目看板猫のサビ猫「あんこ」が1匹で4役（ボーカル・ギター、ベース、ドラム、キーボード）で歌唱している設定である。
もともと「サビ猫ロック」はバンド名でサビ猫のあんこが一匹で4役をこなし全国ツアーを回るという設定である。ツアーに因んで毎年の新作発表時には「JUNMAI LIVE TOUR」という表記がある。この説明は猪又酒造のnoteに詳しく記載がある。
楽曲冒頭と楽曲最後の鳴き声は「あんこ」の鳴き声を録音したものである。

## 株式会社オトムスビ
株式会社オトムスビは音楽製作やイベント企画を行う会社。2024年にUinaが設立した会社である。
企業のイメージソングの制作や企業の福利厚生としてのボイストレーニングサービスを提供している。

## 作品

### ミニアルバム
|     | 発売日         | タイトル | 販売形態 | 規格品番    | 備考                        |
| --- | -------------- | -------- | -------- | ----------- | --------------------------- |
| 1st | 2016年8月1日   | No.      | CD       | UIKUMU-2014 |                             |
| 2nd | 2017年11月22日 | A NEW ME | CD       | DLCR-17111  | Diamond Recordsよりリリース |

### 配信限定EP
|     | 配信日         | タイトル         | 備考 |
| --- | -------------- | ---------------- | ---- |
| 1st | 2023年12月23日 | Drive in Theater |      |

### 配信限定シングル
|     | 配信日         | タイトル                                    | 備考                                        |
| --- | -------------- | ------------------------------------------- | ------------------------------------------- |
| 1st | 2018年5月28日  | Buchi                                       |                                             |
| 2nd | 2023年12月23日 | この街(周南ver.)/この街(しゅうにゃん市ver.) | 両A面シングル                               |
| 3rd | 2019年8月17日  | 痛烈にウィットして                          |                                             |
| 4th | 2019年11月23日 | CHALLENGER                                  | 株式会社バリューアップメイカーズ 事業ソング |
| 5th | 2021年7月27日  | CHANGE                                      | 「学校法人YIC学院」CMソング                 |
| 6th | 2023年8月8日   | サビ猫ロック                                | 日本酒「サビ猫ロック」テーマソング          |

### その他シングル
|  | 発売日       | タイトル     | 販売形態 |
|  | ------------ | ------------ | -------- |
|  | 2017年4月1日 | カワウソの蔵 | CD       |

## ラジオ
MCとして出演
| 期間                         | 番組名                                              | 放送局             | 備考                               |
| ---------------------------- | --------------------------------------------------- | ------------------ | ---------------------------------- |
| 2019年11月11日-2022年9月28日 | Music Power ～22時の女子会～                        | コマラジ           | 毎月第4水曜日に生放送              |
| 2022年11月11日-2023年3月31日 | 山崎一夫のむちゃぶりプロレス!!                      | FM HOT 839         | メインMCは元プロレスラーの山崎一夫 |
| 2024年4月6日-                | シンガーソングライターUinaの呑み口粋酔 歌もスイスイ | ナナコライブリーFM | 毎週土曜日に生放送                 |

ゲスト出演
| 期間                               | 番組名                        | 放送局                         | 備考 |
| ---------------------------------- | ----------------------------- | ------------------------------ | --- |
| 2017年12月1日                      | お昼はZENKAI ラヂオな時間     | KRYラジオ                      | |
| 2017年12月1日                      | Happy Happy FRIDAY-ハピふラ-' | KRYラジオ                      | |
| 2017年12月30日                     | SOUND PUREDIO presents 音解   | エフエム福岡                   | |
| 2018年1月23日・3月7日 2019年9月4日 | GOGOGOLDSTARS                 | ソラトニワ原宿、Backstage Café | メインMCはモノマネ芸人のMCしんご。3度目の出演はインターネットラジオステーションBackstage Caféにて放送。 |
| 2019年8月4日                       | WEST END TALK                 | FM FUJI                        | |
| 2020年6月3日                       | おはようKRY                   | KRYラジオ                      | 2017年以前にも1度出演している。                                                                         |